# Danko Brncic
Danko Brncic Juricic (Punta Arenas, 31 de agosto de 1922 - Santiago, 23 de abril de 1998) fue un científico, genetista, médico veterinario y académico chileno de origen croata, Premio Nacional de Ciencias de 1987 por su contribución al desarrollo de la genética evolutiva en Chile.

## Información general
Nacido en la ciudad de Punta Arenas, realizó sus estudios secundarios en el Internado Nacional Barros Arana para luego estudiar medicina veterinaria en la Facultad de Ciencias Pecuarias y Medicina Veterinaria de la Universidad de Chile, en donde se tituló en el año 1946. Durante la realización de su tesis de título sobre leucemia transplantable de las aves ingresó como ayudante ad honorem al Instituto de Biología Juan Noé de la Facultad de Medicina de la Universidad de Chile, interesándose además en la investigación sobre herencia de pseudotumores de Drosophila melanogaster. Los estudios de sus trabajos en esta especie, en donde logró aislar una cepa tumorígena, tuvieron difusión en la revista Science.

## Vida personal
Danko Brncic Juricic nació en Punta Arenas el 31 de agosto de 1922. Tenía sangre yugoslava y era hijo de un periodista y una madre que le daba mucha importancia a los estudios, quedando viuda de él y de un hermano. Realizó sus estudios primarios en Punta Arenas y su enseñanza secundaria en el Instituto Nacional y en el Internado Nacional Barros Arana, ambos de Santiago.
Contrajo matrimonio con Rosa Vicuña, una destacada escultora nacional, la cual estaba relacionada con poetas, escritores, políticos y otros intelectuales de la época.

## Estudios superiores
En 1941 ingresó a la Facultad de Ciencias Pecuarias y Medicina Veterinaria de la Universidad de Chile, en donde se tituló en el año 1946.
Durante la realización de su tesis de título sobre "leusemia transplantable de las aves" ingresó en el año 1943 como ayudante ad honorem al Instituto de Biología Juan Noé de la Facultad de Medicina de la Universidad de Chile.
En 1950, como becario de la Fundación Rockefeller, terminó sus estudios de genética en el Instituto de Ciencias de la Universidad de São Paulo (Brasil).
En 1952 obtuvo una beca de la Fundación Guggenheim para estudiar en la Universidad de Columbia en Nueva York y en la Universidad de Texas (Estados Unidos). Especializándose en evolución experimental y genética de poblaciones. En ese mismo año se dedicó a investigar las características de la fauna chilena de Drosophila; estudió la frecuencia de mutaciones letales de poblaciones de moscas de Santiago.

## Carrera Científica
Danko Brnic Juricic contribuyó en el año 1954 a crear el  Laboratorio de Genética y Evolución Experimental en la Facultad de Medicina de la Facultad de Chile. Más adelante, fue parte de la creación de la Facultad de Ciencias.
En 1959 fue designado Profesor Extraordinario de Biología de la Facultad de Medicina de la Universidad de Chile.
En la Facultad de Filosofía y Educación creó la primera cátedra de genética y de evolución orgánica en el país.

## Distinciones
- Fue presidente de las Sociedades de Biología de Chile y de Genética.
- Participó en la Asociación Latinoamericana de Genética.
- Fue vicepresidente de la Sociedad Chilena de Entomología.
- En 1963 fue designado vicepresidente del XXI Congreso Mundial de Genética.
- En 1968 ingresó como miembro de Número de la Academia de Ciencias, Instituto de Chile.
- En 1968 asumió como el primer director del Departamento de Biología Celular y Genética.
- En 1987 se le otorgó el Premio Nacional de Ciencias, por su trabajo como genetista y especialmente en su estudios sobre Ecología Dinámica Poblacional y Estructura Genética de las Poblaciones del díptero Drosophila pavani.
- En 1997 fue distinguido como profesor Emérito de la Universidad de Chile.
- Además fue profesor Invitado de las universidades Católica, de Concepción y Austral de Valdivía.

## Publicaciones
- 1953. Drosophila guaramunu.
- 1957. Las especies chilenas de Drosophilidae.